# Consistórios de Bento IX
Papa Bento IX (1º Pontificado 1032-1044, 2º Pontificado 1045, 3º Pontificado 1047-1048) criou 39 cardeais. Todas as criações ocorreram no decorrer de seu primeiro pontificado.

## 1033
1. Stefano, cardeal-presbítero de Santa Cecília, † 1043.
2. Pietro, cardeal-presbítero de São Crisógono, † antes de 1044.
3. João, cardeal-presbítero de Santa Cruz de Jerusalém, muito antes de 1088.
4. João, cardeal-presbítero de São Lourenço em Dâmaso, † antes de 1049.
5. Pietro, cardeal-presbítero de São Marcos, † antes de 1049.
6. João, cardeal-presbítero de São Marcelo, muito antes de 1088.
7. Martin, cardeal-presbítero de Santa Sabina, † antes de 1058.
8. João, cardeal-presbítero de Santa Susana, † antes de 1062.
9. Franco (o bispado é desconhecido), †?
10. João (o bispado é desconhecido), †?
11. Leon (o bispado é desconhecido), †?
12. Johannes Rampoaldo (o bispado é desconhecido), †?
13. Reginerio (o bispado é desconhecido), †?

## 1035
1. Bento, cardeal-bispo de Silva Candida ou Santa Rufina, c. 1040.
2. Orso Orsini (o bispado é desconhecido), †?

## 1036
1. Leão, cardeal-bispo de Velletri, † 1044.
2. Hermann, Arcebispo de Colônia (cardeal-presbítero, título da igreja desconhecida), † 11 de fevereiro de 1056.

## 1037
1. Gregório, OSB, Abade do Mosteiro Santos Cosme e Damião ad Micam auream em Roma, cardeal-bispo de Óstia, † 9 de maio de 1044.
2. Pedro, cardeal-presbítero de São Sisto, † antes de 1060.
3. Bento, cardeal-presbítero de Santos Silvestre e Martinho nos Montes, † antes de 1044.

## 1040
1. Pedro, cardeal-bispo de Silva Cândida ou Santa Rufina, † antes de 1049 ou 1051.

## 1043
1. João, cardeal-bispo de Palestrina, † antes de 1058.

## 1044
1. Bento, cardeal-bispo de Óstia, † antes de 1050.
2. Amato, cardeal-bispo de Velletri, c. 1050.
3. João, cardeal-bispo de Sabina, mais tarde Papa Silvestre III.
4. João, cardeal-bispo de Labico, † antes de 1055.
5. João, cardeal-presbítero de Santa Anastácia, † antes de 1061.
6. João, cardeal-presbítero de Santa Cecília, † antes de 1058.
7. Pedro, cardeal-presbítero de São Crisógono, c. 1054.
8. João, cardeal-presbítero de Santos Silvestre e Martinho nos Montes, c. 1059.
9. Teodaldo, cardeal-presbítero, título desconhecido, †?
10. Onest, cardeal-presbítero, título desconhecido, †?
11. Bento, cardeal-diácono, título desconhecido, †?
12. Crescenzio, cardeal-diácono, título desconhecido, †?
13. Ugo, cardeal-diácono, título desconhecido, †?
14. Leon, cardeal-diácono, título desconhecido, †?
15. Pietro Mancio, cardeal-diácono, título desconhecido, †?
16. Romano, cardeal-diácono, título desconhecido, †?
17. Romano, cardeal-diácono, título desconhecido, †?